# Peucobius fulvus
Peucobius fulvus là một loài tò vò trong họ Ichneumonidae.